# Brian Wozniak
Brian Wozniak amerikai amerikaifutball-játékos és -edző, 2024-től a Michigan State Spartans tight endjeinek edzője.

## Játékosként
A lovelandi középiskola linebackere és tight endje volt, negyedik évében elnyerte az All-Conference elismerést. 2009 és 2014 között a Wisconsin Badgers játékosa volt; a csapat háromszor nyerte meg a Big Ten Conference bajnokságát, negyedévesen pedig Wozniak csapatkapitány lett. Diplomaszerzését követően szabadúszóként az Atlanta Falconsszal szerződött.

## Edzőként
Rövid ideig az Atlanta Falcons munkatársa volt, majd 2015-ben az Oregon State Beavers edzőhelyettese lett. 2017 novemberében támadójáték-minőségért felelős elemzővé, 2018 júliusában pedig a tight endek edzőjévé és toborzóvá léptették elő.
2023 novemberétől a Michigan State Spartans alkalmazza.

## Fordítás
- Ez a szócikk részben vagy egészben  a   Brian Wozniak című angol Wikipédia-szócikk ezen változatának fordításán alapul.  Az eredeti cikk szerkesztőit annak laptörténete sorolja fel. Ez a jelzés csupán a megfogalmazás eredetét és a szerzői jogokat jelzi, nem szolgál a cikkben szereplő információk forrásmegjelöléseként.